# Proteomyxidea
Proteomyxidea là một lớp thuộc ngành Cercozoa. Mặc dù nó được biết đến là cận ngành.